# Mimexocentrus seminiveus
Mimexocentrus seminiveus är en skalbaggsart som beskrevs av Stefan von Breuning 1957. Mimexocentrus seminiveus ingår i släktet Mimexocentrus och familjen långhorningar.
Artens utbredningsområde är Madagaskar. Inga underarter finns listade i Catalogue of Life.